# کوئست دایاگنوستیکس
کوئست دایاگنوستیکس (انگلیسی: Quest Diagnostics) شرکت مراقبت سلامت آمریکایی است، که در سال ۱۹۶۷ تأسیس شد.